# Trophée européen féminin de rugby à XV 2006
Navigation
Trophée européen féminin 2005 Trophée européen féminin 2007
Le Trophée européen féminin de rugby à XV 2006 se déroule du 23 avril au 30 avril 2006 en Italie à San Donà di Piave.
Les nations majeures européennes n'ont pas disputé ce tournoi car elles étaient en pleine préparation pour la Coupe du monde 2006.

## Participants
Les six équipes sont réparties dans deux poules :
| Poule 1 - Belgique - Italie - Russie | Poule 2 - Norvège - Pays-Bas - Suède |  |

## Poule 1
| Rang | Club     | J | V | N | D | Pm | Pe | Diff | Pts |
| ---- | -------- | - | - | - | - | -- | -- | ---- | --- |
| 1    | Italie   | 2 | 2 | 0 | 0 | 64 | 0  | +64  | 4   |
| 2    | Russie   | 2 | 1 | 0 | 1 | 24 | 30 | -6   | 2   |
| 3    | Belgique | 2 | 0 | 0 | 2 | 0  | 58 | -58  | 0   |

| 23 avril 2006 | Italie | 34 - 0 | Belgique | à San Donà di Piave |
| 23 avril 2006 | Russie | 24 - 0 | Belgique | à San Donà di Piave |
| 23 avril 2006 | Italie | 30 - 0 | Russie   | à San Donà di Piave |

## Poule 2
| Rang | Club     | J | V | N | D | Pm | Pe  | Diff | Pts |
| ---- | -------- | - | - | - | - | -- | --- | ---- | --- |
| 1    | Pays-Bas | 2 | 2 | 0 | 0 | 94 | 5   | +89  | 4   |
| 2    | Suède    | 2 | 1 | 0 | 1 | 39 | 10  | +29  | 2   |
| 3    | Norvège  | 2 | 0 | 0 | 2 | 0  | 118 | -118 | 0   |

| 23 avril 2006 | Pays-Bas | 84 - 0 | Norvège | à San Donà di Piave |
| 23 avril 2006 | Suède    | 34 - 0 | Norvège | à San Donà di Piave |
| 23 avril 2006 | Pays-Bas | 10 - 5 | Suède   | à San Donà di Piave |

## Finales et classement

### Demi-finales
| 26 avril 2006 | Pays-Bas | 53 - 5 | Russie  | à San Donà di Piave |
| 26 avril 2006 | Italie   | 33 - 0 | Suède   | à San Donà di Piave |
| 26 avril 2006 | Belgique | 41 - 0 | Norvège | à San Donà di Piave |

Le match Belgique-Norvège opposait les deux équipes non qualifiées pour les demi-finales dans un match sans enjeux.

### Matchs de classement
| 30 avril 2006 | Suède  | 32 - 0 | Belgique | à San Donà di Piave |
| 30 avril 2006 | Russie | 62 - 5 | Norvège  | à San Donà di Piave |

Finalement, la Russie se classe 3e, la Suède 4e, la Belgique 5e et la Norvège 6e.

### Finale
| 30 avril 2006 | Italie | 32 - 0 | Pays-Bas | à San Donà di Piave |